# Tigidia konkanensis
Espèce
Tigidia konkanensis est une espèce d'araignées mygalomorphes de la famille des Barychelidae.

## Distribution
Cette espèce est endémique du Maharashtra en Inde,. Elle se rencontre vers Dapoli dans le district de Ratnagiri.

## Description
Le mâle holotype mesure 12,99 mm.

## Étymologie
Son nom d'espèce, composé de konkan et du suffixe latin -ensis, « qui vit dans, qui habite », lui a été donné en référence au lieu de sa découverte, la côte de Konkan.

## Publication originale
- Mirza, Zende & Patil, 2016 : Notes on the trapdoor spider genus Tigidia Simon, 1892 (Araneae: Mygalomorphae: Barychelidae) with description of a new species from Western Ghats, India. Arachnology, vol. 17, no 2, p. 92-94.